# Christian Reventlow
Christian Detlev Reventlow, född 23 april 1842 i Aalstrup, Højreby Kommune, Danmark, död 26 oktober 1908 i Lund, var en dansk-svensk greve, godsägare, arkeolog och konstnär (målare och träskulptör).
Han var son till godsägaren Einar Carl Ditlev Reventlow och sin brorsdotter, grevinnan Hildeborg Sophie Reventlow (1804–1868) samt bror till bl.a. Hilda Reventlow och Fritz Reventlow  (1850–1910). Han avlade kansliexamen 1862 och hovrättsexamen 1868. Därefter arbetade han några år som kanslist i finans och civildepartementen innan han övertog förvaltningen av egendomarna Finnhult och Jeppstorp, båda i Frosta härad i Malmöhus län. Hans största intresse var emellertid arkeologisk forskning och han genomförde ett stort antal utgrävningar av stenåldersboplatser tillsammans med sin bror Fritz Reventlow, framför allt i samband med sjösänkningen av Ringsjön 1882 och 1883.. Han ansågs av sin samtid som en duktig träskulptör och målare och han medverkade i samlingsutställningar med Konstföreningen för södra Sverige och i utställningen Svensk konst i Helsingborg. Hans konst består av landskap ofta med vintermotiv och nyfallen snö samt blomsterstilleben. Reventlow är representerad vid Lunds universitetsbibliotek.